# Tug of War International Federation
Die Tug of War International Federation (TWIF) ist der 1960 gegründete internationale Dachverband für den Tauziehsport mit Sitz in den Niederlanden.

## Geschichte
1920 beschloss das IOC (Internationales Olympisches Komitee), die Teilnehmerzahl der Olympischen Spiele zu reduzieren und strich aus diesem Grund leider mehrere Mannschaftssportarten aus dem Programm, darunter auch Tauziehen (siehe Tauziehen bei den Olympischen Spielen). Die Sportart wurde in vielen Ländern weiterhin praktiziert und führte nach und nach zur Gründung nationaler Organisationen. Die erste war 1933 Schweden (Svenska Dragkampforbundet). 1958 folgte England (Tug of War Association) und bald darauf folgten viele andere Länder und es entstand das Bedürfnis nach internationalen Wettbewerben.
1960 gründeten Tage Andersson, Rudolf Ullmark und George Hutton die TWIF. In den Anfangsjahren war der Verband hauptsächlich in Europa aktiv, doch mit der Zeit erweiterte er seinen Einflussbereich auf andere Kontinente. Heute hat die TWIF Mitglieder auf der ganzen Welt, darunter Verbände aus Afrika, Asien, Amerika, Europa und Ozeanien. Die erste Versammlung der neu gegründeten Föderation fand 1964 in Malmö im Rahmen der Baltischen Spiele statt, bei der Delegationen aus England, Schweden, den Niederlanden und Dänemark anwesend waren.
Nach diesem ersten internationalen Wettkampf organisierte die TWIF 1965 ihre erste Europameisterschaft im Crystal Palace in London. Seitdem wurden regelmäßig Europameisterschaften abgehalten, bis 1975 auch außereuropäische Länder der TWIF beitraten, was zur ersten Weltmeisterschaft in den Niederlanden führte. Der erste internationale Wettbewerb für Frauen unter der Schirmherrschaft von TWIF wurde 1986 veranstaltet.
Die TWIF organisiert alle zwei Jahre Weltmeisterschaften, während in den Zwischenjahren die Europameisterschaften ausgetragen werden.
1999 erhielt die TWIF eine vorläufige Anerkennung als sportpolitische Institution durch das IOC, die 2002 bestätigt wurde.

## Ziele und Aufgaben
Die Ziele und Aufgaben des TWIF sind:
- den Tauziehsport weltweit bekannt zu machen und seine Popularität zu steigern
- die Organisation bedeutender internationaler Wettbewerbe
- die Festlegung und Überwachung offizieller Regeln für den Tauziehsport
- die Förderung der Ausbildung von Trainern, Schiedsrichtern und Athleten
- die Unterstützung nationaler Verbände bei der Entwicklung des Sports in ihren Ländern

## Aufnahme in die Olympischen Spiele
Seit seiner Streichung aus dem olympischen Programm 1920 bemüht sich die TWIF um die Wiederaufnahme des Tauziehens bei den Olympischen Spielen. Obwohl die offizielle Anerkennung durch das IOC im Jahr 2002 zurückgewonnen wurde, war Tauziehen seither noch nicht im Programm bei den Olympischen Spielen enthalten. Aktuell konzentriert sich die TWIF auf eine mögliche Aufnahme in die Olympischen Spiele 2028 in Los Angeles.

## Wettbewerbe
Seit den ersten Baltic Games im Jahr 1964 hat die TWIF bislang folgende Wettbewerbe ins Leben gerufen:
- Seit 1965: Europameisterschaften im Freien (alle 2 Jahre)
- Seit 1975: Weltmeisterschaften im Freien (seit 1986 alle 2 Jahre)
- Seit 1981: World Games – Sportart Tauziehen (alle 4 Jahre)
- Seit 1991: Weltmeisterschaften in der Halle (alle 2 Jahre)

## Mitgliederverbände
Die TWIF hat Mitgliederverbände auf der ganzen Welt. Zu den Mitgliedern gehören nationale Tauziehverbände aus Ländern in Europa, Asien, Afrika, Amerika und Ozeanien. Diese nationalen Verbände organisieren den Tauziehsport in ihren jeweiligen Ländern und vertreten ihre Nation bei internationalen Wettbewerben, die von der TWIF organisiert werden.
| Land                         | Name                                                    | Externe Weblinks                                           |
| ---------------------------- | ------------------------------------------------------- | ---------------------------------------------------------- |
| Australien                   | ATOWA - Australian Tug of War Association               | https://www.facebook.com/tugofwarAU/                       |
| Aserbaidschan                | Azerbaijan Tug of War Sports Society Public Association | https://www.tugofwar.az/                                   |
| Baskenland                   |                                                         |                                                            |
| Belgien                      | Belgische TouwtrekBond                                  | https://www.touwtrekken.be/                                |
| Brasilien                    | Brazil Tug of War Association                           |                                                            |
| Brunei Darussalam            |                                                         |                                                            |
| China                        | Chinese Tug of War Association (CTWA)                   | http://www.tugofwar.org.cn/                                |
| Kambodscha                   |                                                         |                                                            |
| Kamerun                      | Tug of War Cameroonian Federation                       |                                                            |
| Kanada                       | Canadian Tug of War Association                         |                                                            |
| Kanalinseln                  |                                                         |                                                            |
| Taiwan                       | Chinese Taipei Tug of War Association                   | https://www.tugofwar.org.tw/                               |
| Kolumbien                    |                                                         |                                                            |
| Demokratische Republik Kongo | TUG OF WAR DRC COD                                      |                                                            |
| Tschechien                   | Czech Republic Tug of War Association                   |                                                            |
| Dänemark                     |                                                         |                                                            |
| Dominikanische Republik      | Dominican Republic Tug of War Association               |                                                            |
| England                      | English Tug of War Association TOWA                     | http://tugofwar.co.uk/                                     |
| Estland                      |                                                         |                                                            |
| Finnland                     |                                                         |                                                            |
| Frankreich                   | French Tug of War Association                           |                                                            |
| Gambia                       |                                                         |                                                            |
| Georgien                     |                                                         |                                                            |
| Deutschland                  | Deutscher Rasenkraftsport- und Tauzieh-Verband          | https://drtv.de                                            |
| Ghana                        | Ghana Tug of War Association                            |                                                            |
| Griechenland                 | Hellenic Tug of War Federation                          |                                                            |
| Haiti                        |                                                         |                                                            |
| Hongkong                     |                                                         |                                                            |
| Ungarn                       | Hungarian Tug of War Association                        |                                                            |
| Indien                       | Tug of War Federation of India                          | https://tugofwarindia.in/                                  |
| Iran                         | Iran Tug of War Association                             |                                                            |
| Irland                       | Irish Tug of War Association                            | https://www.tugofwarireland.com/                           |
| Israel                       | Israel Tug of War Association                           |                                                            |
| Italien                      | Federazione Italiana Sport del Tiro alla Fune           |                                                            |
| Japan                        | Japan Tug of War Federation                             |                                                            |
| Kenia                        | Kenya Tug of War Association                            |                                                            |
| Südkorea                     | Korean Tug of War Association                           |                                                            |
| Kirgisistan                  |                                                         |                                                            |
| Laos                         |                                                         |                                                            |
| Lettland                     | Latvian Tug of War Association                          |                                                            |
| Litauen                      |                                                         |                                                            |
| Macau                        | Tug of War General Association Macao, China             |                                                            |
| Malaysia                     |                                                         |                                                            |
| Malta                        | Malta tug of war Association                            |                                                            |
| Mauritius                    |                                                         |                                                            |
| Mongolei                     |                                                         |                                                            |
| Marokko                      |                                                         |                                                            |
| Myanmar                      |                                                         |                                                            |
| Namibia                      | Namibia Tug of War Association                          |                                                            |
| Nepal                        | Nepal Tug of War Association                            |                                                            |
| Niederlande                  | Nederlandse Touwtrek Bond                               | https://www.touwtrekken.com/                               |
| Nigeria                      | Tug of War Association of Nigeria                       |                                                            |
| Nordirland                   | Northern Ireland Tug of War Association                 | https://nitowa.co.uk/                                      |
| Pakistan                     | Pakistan Tug of War Federation                          | https://nocpakistan.org/sportsfederations.php?sptid=32     |
| Philippinen                  | Philippines Tug of War Association                      |                                                            |
| Polen                        | Polski Związek Przeciągania Liny                        | https://pzpl.pl/                                           |
| Rumänien                     |                                                         |                                                            |
| Russland                     | All-Russian Tug of War Federation                       |                                                            |
| Sambia                       |                                                         |                                                            |
| Schottland                   | Scottish Tug of War Association                         | https://www.scottishtugofwar.com/                          |
| Serbien                      |                                                         |                                                            |
| Sierra Leone                 |                                                         |                                                            |
| Singapur                     |                                                         |                                                            |
| Slowakei                     |                                                         |                                                            |
| Südafrika                    | South African Tug of War Federation                     | https://satugofwar.co.za/                                  |
| Sri Lanka                    | Ministry of Youth and Sports                            |                                                            |
| Schweden                     | Svenska Dragkampforbundet                               | https://www.svenskdragkamp.se/                             |
| Schweiz                      | Schweizer Tauziehverband                                |                                                            |
| Thailand                     | Tug of War Thailand Association                         |                                                            |
| Türkei                       |                                                         |                                                            |
| Ukraine                      |                                                         |                                                            |
| Vereinigte Staaten           | US Amateur Tug of War Association, Inc                  |                                                            |
| Vietnam                      |                                                         |                                                            |
| Wales                        | Welsh Tug of War Association                            |                                                            |
| Zimbabwe                     | Zimbabwe Tug of War Association                         | https://src.org.zw/dt_team/zimbabwe-tug-of-war-federation/ |

## European Tug of War Federation (ETWF)
Am 12. August 2021 wurde Hauptquartier des Polnischen Tauziehenverbandes von mehreren europäischen Verbänden die European Tug of War Federation (ETWF) mit Sitz in Schweden gegründet. Ziele sind u. a. ein besserer Austausch zwischen den Tauzieh-Nationen in Europa, die Einführung neuer Disziplinen wie Strand-Tauziehen und Einzel-Tauziehen, die bereits in Schweden existieren, sowie das Ziel voranzutreiben, dass der Tauziehsport wieder olympisch wird. Aktuell (Stand 1. September 2024) sind folgende 15 Nationen als Mitglieder im ETWF angeschlossen: Irland, Aserbaidschan, Belgien, Tschechien, Deutschland, Israel, Lettland, Litauen, Niederlande, Polen, Russland, Serbien, Schweden, Türkei und Ukraine.